# Sputnik-Nunatak
Der Sputnik-Nunatak (russisch Нунатак Спутник Nunatak Sputnik) ist ein Nunatak im ostantarktischen Mac-Robertson-Land. In der Aramis Range der Prince Charles Mountains ragt er in einer Gruppe von Nunatakkern südlich des Mount Afflick auf.
Russische Wissenschaftler benannten ihn nach den Sputnik-Satelliten.